# Bursidae
Bursidae zijn een familie van in zee levende slakken waarvan de soorten ook wel bekendstaan als de padden- of kikkerhorens. Er zijn 13 soorten in drie geslachten die voorkomen in warmere wateren in de Grote Oceaan, Indische Oceaan en de Caraïbische Zee.

## Taxonomie
De familie bestaat uit de volgende geslachten:
- Aquitanobursa M. T. Sanders, Merle & Puillandre, 2019 †
- Aspa H. Adams & A. Adams, 1853
- Bufonaria Schumacher, 1817
- Bursa Röding, 1798
- Bursina Oyama, 1964
- Crossata Jousseaume, 1881
- Marsupina Dall, 1904
- Olssonia M. T. Sanders, Merle & Puillandre, 2019 †
- Tutufa Jousseaume, 1881

### Nomen dubium
- Talisman de Folin, 1887

### Synoniemen
- Annaperenna Iredale, 1936 => Bursa Röding, 1798
- Bechtelia Emerson & Hertlein, 1964 † => Marsupina Dall, 1904
- Buffo Montfort, 1810 => Marsupina Dall, 1904
- Bufonariella Thiele, 1929 => Bursa Röding, 1798
- Chasmotheca Dall, 1904 => Bufonaria Schumacher, 1817
- Colubrellina P. Fischer, 1884 => Bursa Röding, 1798
- Columbraria => Bursa Röding, 1798
- Dulcerana Oyama, 1964 => Bursa Röding, 1798
- Lampadopsis P. Fischer, 1884 => Lampasopsis Jousseaume, 1881 => Bursa Röding, 1798
- Lampas Schumacher, 1817 => Tutufa (Tutufella) Beu, 1981 => Tutufa Jousseaume, 1881
- Lampasopsis Jousseaume, 1881 => Bursa Röding, 1798
- Pseudobursa Rovereto, 1899 => Bursa Röding, 1798
- Tritonoranella Oyama, 1964 => Bursa Röding, 1798
- Tutufella Beu, 1981 => Tutufa (Tutufella) Beu, 1981 => Tutufa Jousseaume, 1881